# 傭兵の募集、使用、資金供与及び訓練を禁止する条約
傭兵の募集、使用、資金供与及び訓練を禁止する条約 (International Convention against the Recruitment, Use, Financing and Training of Mercenaries) とは1989年12月4日に国際連合総会で採択された国際条約である。
2001年9月にコスタリカが26番目の批准国になって発効された。条約締約国は32か国にとどまっており、アメリカやロシアといった大国は批准していない。

## 条約内容の要約
傭兵を募集、使用、財政支援、訓練すること及び戦闘に参加する傭兵は処罰される。締約国が、これらの行為を禁止し、防止及び処罰のための措置をとること、また、これらの行為が行われている場合に、締約国が国際連合事務総長へ通報すべきことを定める。 
外人部隊は正式に軍人として扱われるため傭兵には該当せず、主権国家が委託する民間軍事会社は規制対象に含まれない事になっている。

## 署名および批准国
2016年12月現在、この条約は35カ国によって推進されている。条約に署名および批准した国は以下となる。
| 国名             | 署名日         | 批准日         | Notes                                                  |
| ---------------- | -------------- | -------------- | ------------------------------------------------------ |
| イタリア         | 1990年2月5日   | 1995年8月21日  |                                                        |
| セーシェル       |                | 1990年3月12日  |                                                        |
| ザイール         | 1990年3月20日  |                | ザイールとして署名された。のちのコンゴ民主共和国。     |
| ナイジェリア     | 1990年4月4日   |                |                                                        |
| モルディブ       | 1990年7月17日  | 1991年9月11日  |                                                        |
| コンゴ人民共和国 | 1990年7月20日  |                | コンゴ人民共和国として署名された。のちのコンゴ共和国。 |
| ウクライナ       | 1990年9月21日  | 1993年9月13日  | ウクライナ・ソビエト社会主義共和国として署名。         |
| モロッコ         | 1990年10月5日  |                |                                                        |
| スリナム         | 1990年2月27日  | 1990年8月10日  |                                                        |
| ウルグアイ       | 1990年11月20日 | 1999年7月14日  |                                                        |
| ドイツ           | 1990年12月12日 |                |                                                        |
| バルバドス       | 1990年12月13日 | 1992年7月10日  |                                                        |
| ベラルーシ       | 1990年12月13日 | 1997年5月28日  | 白ロシア・ソビエト社会主義共和国として署名。           |
| ルーマニア       | 1990年12月17日 |                |                                                        |
| カメルーン       | 1990年12月21日 | 1996年1月1日   |                                                        |
| ポーランド       | 1990年12月28日 |                |                                                        |
| トーゴ           |                | 1991年2月25日  |                                                        |
| アンゴラ         | 1990年12月28日 |                |                                                        |
| キプロス         |                | 1993年7月8日   |                                                        |
| ジョージア       |                | 1995年6月8日   |                                                        |
| トルクメニスタン |                | 1996年9月18日  |                                                        |
| アゼルバイジャン |                | 1997年4月12日  |                                                        |
| サウジアラビア   |                | 1997年4月14日  | 同日に署名                                             |
| ウズベキスタン   |                | 1998年1月19日  |                                                        |
| モーリタニア     |                | 1998年2月9日   |                                                        |
| カタール         |                | 1999年3月26日  |                                                        |
| セネガル         |                | 1999年7月9日   |                                                        |
| クロアチア       |                | 2000年3月27日  |                                                        |
| リビア           |                | 2000年9月22日  |                                                        |
| セルビア         | 2001年3月12日  | 2016年1月14日  | ユーゴスラビア連邦共和国として署名                     |
| コスタリカ       |                | 2001年9月20日  |                                                        |
| マリ共和国       |                | 2002年4月12日  |                                                        |
| ベルギー         |                | 2002年5月5日   | 同日に署名                                             |
| ギニア           |                | 2003年6月18日  |                                                        |
| ニュージーランド |                | 2004年9月22日  |                                                        |
| リベリア         |                | 2005年9月16日  |                                                        |
| モルドバ         |                | 2006年2月28日  | 同日に署名                                             |
| モンテネグロ     | 2006年10月23日 |                |                                                        |
| ペルー           |                | 2007年3月23日  |                                                        |
| キューバ         |                | 2007年9月2日   |                                                        |
| カナダ           |                | 2008年1月1日   |                                                        |
| シリア           |                | 2008年1月19日  | 同日に署名                                             |
| ベネズエラ       |                | 2013年11月12日 |                                                        |
| エクアドル       |                | 2016年12月12日 |                                                        |